# 楊濂 (嘉靖進士)
楊濂（1504年—？），字伯清，直隸保定府安州人，民籍，明朝政治人物。

## 生平
順天府鄉試第一百二十四名舉人。嘉靖十七年（1538年）中式戊戌科會試第一百十三名，登第二甲第十四名進士。授户部主事，歷官户部署郎中，二十三年三月升山西按察司佥事。

## 家族
曾祖楊珪；祖父楊勉，進士；父楊漢卿，訓導。母莊氏。慈侍下。兄杨澜（贡士）。